# Santos López
José Santos López (1914 -1965) fue un peón, jornalero y militar revolucionario nicaragüense.  
Santos López fue un combatiente del llamado Ejército Defensor de la Soberanía Nacional organizado por Augusto César Sandino para luchar contra las tropas estadounidense que habían intervenido en Nicaragua.  Formó parte de un grupo de jóvenes que era conocido, por la edad de quien lo integraba, como  "Coro de Ángeles". llegó a alcanzar el grado de Coronel, siendo lugarteniente del General Sandino y miembro del Estado Mayor del EDSN.  Junto con Carlos Fonseca, Silvio Mayorga, Tomás Borge, entre otros, participó en la fundación del Frente Sandinista de Liberación Nacional (FSLN). 
El 29 de febrero de 1984 por la Junta de Gobierno de Reconstrucción Nacional nombró a Santos López Héroe Nacional de Nicaragua

## Biografía
Nació en Yalagüina, el 12 de diciembre de 1914, el seno de una familia campesina de "Esquipulas", comunidad rural. Nunca aprendió a leer y escribir.
En sus memorias, él no señala cuándo nació, pero dice: 
"Provengo de una familia campesina, mi madre era originaria de Yalagüina, pueblo perteneciente a Las Segovias. Mi padre, segoviano también, no ayudó a mi madre a sostener nuestro humilde hogar, el cual se componía de cinco hijos; tres varones y dos mujeres. Yo era gemelo con una hembra. Como ya he explicado antes, mi padre se desobligó completamente de nosotros, por lo que mi madre tenía que trabajar para buscarnos el sustento. Vendía chicha de maíz y huevos. Como esto no era suficiente, nos mandó a nosotros a trabajar a las fincas vecinas desde la temprana edad de 8 años. Nuestro salario era de veinte centavos de Córdoba al día, siendo maltratados corporalmente por los finqueros."
Desde los 8 años de edad trabajó como peón o jornalero. Tenía 12 años cuando se produjo el levantamiento de Sandino en el mineral de "San Albino". 

### Integración al EDSN
Cuenta cómo conoció a Sandino y aquí hay un matiz diferente, cuando relata la forma como se incorpora a la Columna Segoviana. Dice:
{cita|Les pedí un trozo de carne, les pregunté si admitían cipotes, pues me fijé que entre ellos había algunos de mi edad, contaba entonces con 12 años. Fui admitido en la tropa, pasando desde ese mismo momento a formar parte de ella. Todo esto fue a escondidas de mi madre.}
Así se incorporó a la guerrilla del EDSN realizando labores de correo y espionaje. Formó parte del grupo de guerrilleros denominado "Coro de Ángeles", conformado por niños y adolescentes. Al cumplir 17 años de edad fue nombrado jefe de este destacamento por el propio Sandino. Formó parte del Estado Mayor de Sandino con el grado de Coronel.

### Asesinato de su hija
Manuela García fue su compañera de vida y procrearon una niña. Un día, Manuela venía con su niña cerca de donde se encontraba el temible teniente William Lee, un "macho" sanguinario. A éste le dijeron que "esa es la mujer de Santos López". Entonces, Lee agarró a la niña, la pateó, la tiró al aire y la partió con la bayoneta que tenía calada en su arma de guerra. La mujer se volvió loca. El asesinato atroz de su hijita, lo convirtió en un hombre taciturno. Quienes le conocieron han dicho que a veces se quedaba en silencio por largos ratos.

### Asesinato de Sandino
El 21 de febrero de 1934, el coronel Santos López formaba parte de la comitiva que acompañaba al General Sandino en las conversaciones de paz con el gobierno de Juan Bautista Sacasa que culminaron cuando Sandino y dos de sus lugartenientes, los generales Francisco Estrada y Juan Pablo Umanzor, fueron detenidos y fusilados por la Guardia Nacional de Nicaragua cumpliendo la orden dada por Anastasio Somoza García quien era su Jefe Director, en contubernio y complacencia de la Embajada Norteamericana. 

### Escape del sitio a casa de Sofonías Salvatierra
Santos López y el también Coronel Sócrates Sandino, hermano paterno del General Sandino, se habían quedado alojados en la casa del ministro Sofonías Salvatierra, ubicada en la Calle 15 de septiembre, cerca de El Calvario. La casa fue sitiada por guardias nacionales. El asalto era dirigido por el Teniente G.N. Federico Davidson Blanco y Policarpo Gutiérrez (a) "El Coto". 
Se entabló un fuerte tiroteo resultando muerto Sócrates Sandino; mientras que López con una sub-ametralladora Thompson logró abrirse paso a balazos, escapando por los tejados de las casas vecinas. Herido en una pierna y sin conocer Managua estuvo escondido tres días en unas cuevas, sin agua y sin ningún alimento para poder escapar de la G.N. que lo buscaba para cumplir la orden de no dejar sobrevivientes.
Caminó durante noches en la vía del ferrocarril hacia la ciudad de León, a un lugar que él ya conocía. Luego continuo hasta Chinandega hasta llegar al cerro Cosigüina donde fue curado. De allí paso a Honduras.

### Exilio en Honduras
En 1945, Él estaba al frente de una fábrica de jabón de los hermanos Toribio y Perfecto Tijerino en las afueras la ciudad de Choluteca, donde se recogió mucho de la historia de la gesta heroica de Sandino, en cuyo ejército militaron muchos hondureños.

### Integración al Frente Sandinista
Carlos Fonseca logra contactarlo en 1960, proponiéndole su incorporación a la naciente organización revolucionaria, Él aceptó sin vacilaciones.
En 1962 participa en la formación del Frente Sandinista de Liberación Nacional, constituyendo la unión física entre las acciones guerrilleras y el legado histórico de Sandino, por eso él fue el eslabón de Sandino con el FSLN. 

### Gesta guerrillera de 1963
Además, entrenó militarmente y participó activamente en la "primera experiencia guerrillera del FSLN" en 1963 contra la dictadura Somocista, cuando combatientes guerrilleros se infiltran en la zona de Río Coco, Patuca, Raití y Bocay. Estas acciones guerrillera fueron las primeras que contaban con una homogeneización ideológica y un programa político. 
Fue uno de los jefes de columna, junto a Silvio Mayorga, Francisco Buitrago y Tomás Borge. Fue la columna bajo su mando la que tuvo más sobrevivientes debido a sus conocimientos, a su olfato guerrillero y a su tenacidad para salir del cerco y sacar vivos a todos sus compañeros.

### Estancia en Cuba
Durante su estadía en Cuba, los más cercanos y queridos del Coronel López fueron German Pomares Ordóñez "El Danto" y Narciso Zepeda Vásquez "Chicho".

## Muerte
Murió en La Habana, Cuba el 9 de febrero de 1965 a consecuencia de un cáncer pulmonar. 
Murió con el grado de Coronel del Ejército Defensor de la Soberanía Nacional de Nicaragua, otorgado por el general Sandino. Fue velado y enterrado con honores de "Comandante muerto en campaña" que le concedió el estado cubano y la dirigencia de la Revolución Cubana. Su entierro fue realmente apoteósico, todos caminaron desde la Funeraria Caballero, situada detrás del Hotel Habana Libre, hasta el Cementerio Colón. Marcharon delegaciones del Cuerpo Diplomático acreditado en La Habana y de las Fuerzas Armadas Revolucionarias de Cuba.

### Traslado de sus restos
Después del triunfo de la Revolución Nicaragüense, el 19 de julio de 1979, sus restos fueron repatriados a Nicaragua y descansan junto a los de Carlos Fonseca y Tomás Borge en el mausoleo erigido dentro del Parque Central de Managua contiguo a la Plaza de la Revolución.